# Son Anglada
Son Anglada es un barrio de la ciudad de Palma de Mallorca, Baleares, España.
Se encuentra delimitado por los barrios de Son Flor, Son Serra-La Vileta, Son Roca, Son Ximelis, Son Vida, Son Cotoner, Es Secar de la Real, Establiments y Campo Redondo.
Alcanzaba en el año 2007 la cifra de sólo 554 habitantes.
- Datos: Q9078855
- Multimedia: Son Anglada / Q9078855